# 액션배우 정맑음
《액션배우 정맑음》는 2004년 9월 17일에 MBC에서 방영한 베스트극장이다.

## 줄거리
아빠는 맑음의 할아버지가 이소룡이라고 했다. 그러니 이소룡의 손녀답게 맑고 씩씩하게 살라고 하고서는 맑음이 아직 어린 소녀였을 때 돌아가셨다. 어엿한 숙녀가 된 지금, 맑음은 연기자 지망생이다. 커피전문점에서 아르바이트를 하며, 틈틈이 학원을
다니며, 열심히 오디션에 응모해보지만 언제나 결과는 낙방이다. 맑음의 친구 수민은 벌써 어엿한 연기자가 되었다. 여느 때처럼 아르바이트를 마치고 귀가하던 길, 맑음은 소매치기를 당한다. 마침 지나가던 마 감독이 화려한 무술실력으로 소매치기를 잡아준다. 그 모습에 매료된 맑음은 홀린 듯 마 감독을 뒤따라 액션아카데미까지 간다. 그리고 무작정 무술을 배우고 싶다고 사정한다. 마 감독은 그냥 무술을 배우는 게 아니라 진짜 액션배우가 돼보지 않겠느냐고 묻는다. 다음날 맑음은 마 감독을 찾아가 한 번 해보겠다고 하고, 마 감독의 승낙을 받는다. 액션아카데미를 나서려던 맑음은 소매치기 경욱과 마주친다.

## 등장 인물

### 주요 인물
- 윤진서 : 맑음 역
- 강신일 : 마감독 역
- 허정민 : 경욱 역
- 한희 : 수민 역

### 그 외 인물
- 최재호 : 실장 역
- 서범식 : 학철 역
- 정정아 : 영희 역
- 김형일 : 건달 역
- 이중열 : 건달 역
- 김진근 : 맑음부 역
- 정인선 : 어린맑음 역
- 염재욱
- 유정석
- 신은경